# Рибіцький Михайло Валерійович
Михайло Валерійович Рибіцький  (нар. 31 січня 1988 — пом. 14 березня 2023) — український військовослужбовець, сержант Збройних Сил України.

## Життєпис
Народився  31 січня 1988 року у Львові в родині військового.   
Навчався у Ліцеї №52 міста Львова, після 7 класу навчався у Львівському фаховому коледжу спорту,  старші класи закінчував в м. Києві в СЗШ 228.   
Вступив до Київського економічного інституту менеджменту.  Після завершення навчання проходив військову службу.   
З лютого 2021 працював у Службі судової охорони м.Київ та Київської області на посаді інспектора.
Михайло з лютого 2015 року по липень 2016 року захищав країну від загарбників під Волновахою проходячи службу в АТО, де був нагороджений за мужність і відвагу під час виконання бойових завдань (сектор М).
1 березня 2022 долучився до лав Збройних Сил України. Служив сержантом у 43-й окремій артилерійській бригаді імені гетьмана Тараса Трясила (43 ОАБр, В/Ч А3085).
2022 року пройшов оборону столиці. Брав участь у звільненні Херсонщини.    
Під час виконання бойового завдання під Вугледаром 14-го березня 2023 року позиція, на якій він знаходився зазнала артилерійського обстрілу та в Михайла влучив снаряд отримав поранення, не сумісні з життям, загинувши на місці.

## Нагороди
Орден «За мужність» III ступеня — нагороджений посмертно 1 травня 2023 року Указом Президента України №256/2023.